# Otto Thorbeck
Otto Thorbeck (Brieg, Silesia; 26 de agosto de 1912 - Núremberg, 10 de octubre de 1976) fue un abogado alemán y juez nazi.

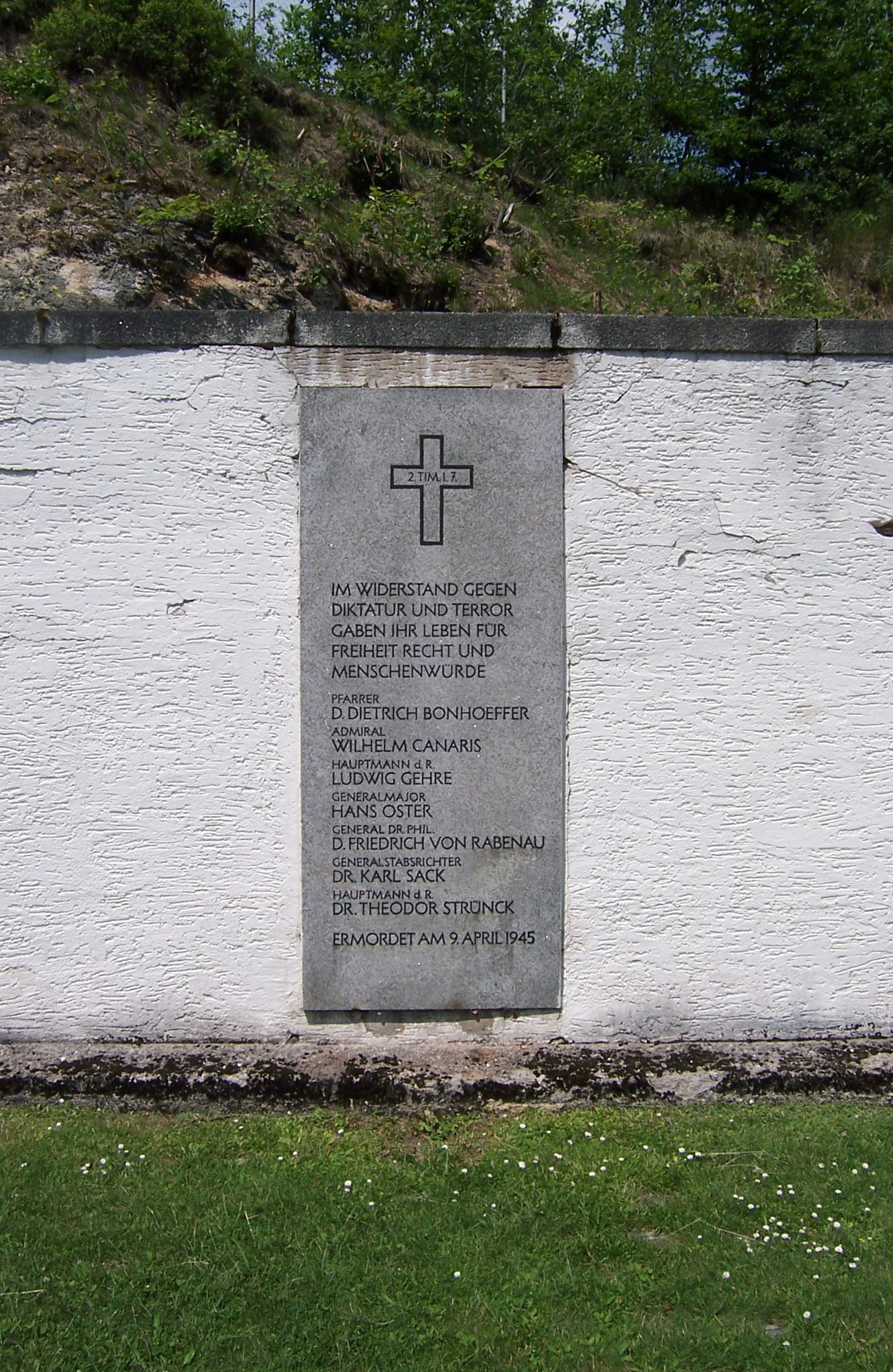
Memorial por los miembros de la Resistencia alemana al nazismo, condenados a muerte por Otto Thorbeck.

En 1941 Sturmbannführer Thorbeck fue nombrado juez de la SS y de la policía en Múnich en donde el Standartenführer Walter Huppenkothen era el fiscal. El 8 de abril de 1945, instruido por Ernst Kaltenbrunner, preside un tribunal militar sin testigos en Flossenbürg, condenando a muerte a Dietrich Bonhoeffer, Hans von Dohnanyi, el General Hans Oster, el Dr. Karl Sack, Ludwig Gehre y Wilhelm Canaris.
Al día siguiente fueron colgados con cuerdas de piano, y dos semanas después los aliados liberaban la prisión de Flossenburg. 
Después de la guerra trabajó como abogado en Núremberg y en 1955 fue encausado, cumpliendo cuatro años en prisión. En 1956 fue exonerado porque el tribunal consideró que los conspiradores de un régimen podían ser juzgados como traidores. La decisión fue revertida en 1996.

## Enlaces
- http://www.lbib.de/pdf_dateien/bug129.pdf
- http://www.projektwerkstatt.de/antirepression/justiz/nazikap_bossi.html
- Urteil des BGH gegen Thorbeck

- Datos: Q89482